# Родин, Анатолий Петрович
Анато́лий Петро́вич Родин (8 января 1937, Подольск, Московская область, СССР — 9 октября 2013, Запорожье, Украина) — советский футболист, нападающий, двукратный обладатель Кубка СССР. Мастер спорта СССР (1961).

## Карьера
Воспитанник подольского футбола. В 18 лет был приглашён в первую команду подольского «Торпедо» и отыграл в ней один год. Следующий сезон провёл в рижской «Даугаве». В 1957 году перешёл в московское «Динамо», но сыграл в его составе лишь один матч за дубль. В том же 1957 году перебрался на Украину, в течение четырёх сезонов выступал за «Трудовые резервы» Луганск.
С 1961 года играл за донецкий «Шахтёр», выступавший в высшей лиге СССР. В высшей лиге сыграл 124 матча и забил 29 голов. Стал обладателем Кубка СССР 1961 и 1962 годов и финалистом Кубка 1963 года, эти трофеи стали первыми в истории донецкого клуба. В финале Кубка СССР 1961 года против московского «Торпедо» (3:1) забил гол на первой минуте матча ударом с 30 метров.
После ухода из «Шахтёра» выступал за команды первой и второй лиг, представлявшие Украинскую ССР — «Металлург» Запорожье, «Трубник» (Никополь), «Локомотив» (Херсон), «Кривбасс» Кривой Рог. Завершил карьеру игрока в 1968 году.
Кавалер Ордена «За заслуги» ІІІ степени (2011).
Умер 9 октября 2013 года в Запорожье на 77-м году жизни.